# Ob
Ob (rus. Обь), je rijeka u azijskom dijelu Rusije. S rijekom Irtiš sedma najduža rijeka u svijetu i najduža u Rusiji. Također, estuarij rijeke Ob najduži je na svijetu.

## Nazivi
Ob je kod naroda Hanti poznat kao As, Yag, Kolta i Yema; narodu Nenci kao 
Kolta ili Kuay; dok je kod sibirskih Tatara poznat kao Umar ili Omass.

## Zemljopis
Ob se formira 26 km jugozapadno od Bijska u Altajskom kraju, spajanjem rijeka Bija i Katun. Obje rijeke izviru u gorju Altaj, Bija iz jezera Teleckoe, dok Katun iz istoimenih ledenjaka na južnim obroncima planine Beluha. Ob krivuda zapadno i sjeverno do 55°, kroz umjetna jezera Kamener i Novosibirsk i grad Novosibirsk, gdje skreće na sjeverozapad, teče Zapadnosibirskom depresijom istočno od Urala, potom na sjever kroz gradove Nižnjevartovsk, Surgut i Hanti-Mansijsk. Oko 300 km nakon Hanti-Mansijska, Ob se dijeli na Veliki Ob i Mali Ob, 446 odnosno 456 km dužine, koji se ponovo spajaju prije sjevernosibirskog grada Saleharda, nakon kojeg rijeka skreće na istok i utječe u Obski zaljev (Golemi, 970 km dugački i do 70 km široki estuarij) u Karskom moru, koje se nadovezuje na Sjeverno ledeno more.
Rijeka se dijeli na više rukavaca, posebno nakon spajanja s velikom rijekom Irtiš, na oko 69° istočno. Irtiš, koji izvire u Kini, duži je od Oba mjereno od izvora do mjesta njihovog spajanja. S 5410 km od izvora Irtiša do ušća Oba, to je najduža rijeka u Rusiji. Značajne su pritoke; s istoka Tom, Čulym, Ket, Tym i Vah, te sa zapada i juga Vasjugan, Irtiš (s rijekama Išim i Tobol) i Severnaja Sosva.
Kombinirani sustav Ob-Irtiš, treći najduži riječni sistem Azije nakon kineskih Yangtze i Žute rijeke, dugačak je 5410 km, s površinom sljeva od 2 990 000 km2
Slijev rijeke Ob većinom se sastoji od stepe, tajge, močvara, tundre i polupustinjske topografije. Naplavne ravnice Oba karakteriziraju mnoge pritoke i jezera.
Ob je zaleđen na jugo kod Barnaula od studenog do travnja, te na sjeveru kod Saleharda, 160 km od ušća, od listopada do početka lipnja.
Ob prolazi kroz nekoliko klimatskih zona. Od vlažne kontinentalne u gornjem toku na jugu, do subartičke klime u donjem toku na sjeveru. Gradovi Bijsk, Barnaul i Novosibirsk uživaju ugodnu klimu s toplim ljetima i umjerenim proljećima i jesenima.

## Antropogeografija
Ob se većinom koristi za navodnjavanje, pitku vodu, hidroelektričnu energiju i ribarstvo. U rijeci živi više od 50 vrsta riba.
Plovne vode unutar slijeva dosežu ukupnu duljinu od 15 000 km. Važnost slijeva Oba za transport bila je posebno značajna prije izgradnje Transsibirske željeznice. Od tada, unatoč većim dijelom južno-sjevernom smjeru rijeke i većine pritoka, širina slijeva Oba omogućavala je i (donekle indirektan) prevoz u smjeru istok-zapad. Do početka 20. stoljeća, posebno značajna zapadna luka bila je Tjumenj na rijeci Turi, pritoci Tobola. Nakon što je do Tjumenja 1885. produžena željeznica Jekaterinburg-Perm, što je omogućilo vezu s rijekama Kamom i Volgom, grad je postao značajna polazna željeznička stanica, do produženja pruge dalje na istok. Na istočnom kraju slijeva, Tomsk na rijeci Tom, bio je važna polazna stanica.
U Tjumenju, prvi je parobrod zaplovio 1836., te je su parobrodi srednjim tokom Oba plovili od 1845. Prvi parobrod na Obu, "Osnova" Nikite Mjašnikova, porinut je 1844., ali počeci su bili teški, te se promet parobrodima nije ozbiljnije razvio do 1857. Na Jeniseju, parobrodi su plovidbu započeli 1863, dok na Leni i Amuru 1870-ih. U nastojanju da se plovni sustav Oba produži, korištenjem rijeke Ket krajem 19. stoljeća izgrađen je sustav kanala (Ob-Jenisej kanal), radi povezivanja rijeka Ob i Jenisej, ali uskoro je napušten jer nije mogao konkurirati Transsibirskoj željeznici.
Po dovršenju Transsibirske pruge, omogućena je direktna, cjelogodišnja prometna veza u smjeru istok-zapad, ali Ob je ostao značajan za povezivanje velikih prostranstava Tjumenjske i Tomske oblasti s većim gradovima duž transsibirske rute, kao Novosibirsk ili Omsk. U drugoj polovici 20. stoljeća, izgradnja željezničkih veza za Labitnangi, Tobolsk, i naftno-plinska središta Surgut i Nižnjevartovsk nije umanjila značaj vodenih puteva za povezivanje mjesta koje ne opslužuje željeznica.
1956., izgrađena je brana kraj Novosibirska, koja je stvorila tada najveće umjetno jezero u Sibiru, nazvano Novosibirskoe vodochranilišče, ili neformanlo "Obsko more".
Od 1960-ih do 1980-ih razmatran je divovski projekt djelomičnog skretanja voda Oba i Irtiša prema Kazahstanu i sovjetskim srednje azijskim republikama, obnavljanjen vodenih zaliha Aralskog mora. Projekt nije nikada zaživio, te je napušten 1986. iz ekonomskih i ekoloških razloga.

## Duljina rijeke
- 3650 km - dužina Oba bez Katuna
- 4338 km - Ob s Katunom, najdužom izvorišnom rijekom
- 5410 km - Irtiš-Ob - ukupna dužina Irtiša (4248 km) + dužina donjeg toka Oba nakon spajanja s Irtišem (1162 km)
  - Još 800 km estuarija

## Galerija
- Ob u Barnaulu
- Ob kraj Barnaula
- Potiskivač na Obu
- Mostovi preko Oba u Novosibirsku
- Zaleđeni Ob
- Umjetno jezero Novosibirskoe vodochranilišče

## Vanjske poveznice
- http://slovari.yandex.ru/dict/bse/article/00054/32600.htm  Arhivirana inačica izvorne stranice od 6. prosinca 2008. (Wayback Machine)
- Informacije i karta slijeva Oba - earthtrends.wri.org   Arhivirana inačica izvorne stranice od 11. svibnja 2008. (Wayback Machine)
- River Basin Report: Ob River - ywat.org   Arhivirana inačica izvorne stranice od 14. listopada 2009. (Wayback Machine)